# 亨洛彭阿克斯
亨洛彭阿克斯（英語：Henlopen Acres），是美国特拉华州苏塞克斯县（Sussex）下属的一座城镇，面积为0.66平方公里，均为陆地。2011年的数据显示该地有人口124人。论人口在本州排行第55。